# Kira (Uganda)
Kira é um município do distrito de Wakiso, na região central de Uganda. É a segunda cidade mais populosa do país atrás da capital Campala. É administrado pela Câmara Municipal de Kira, um governo local urbano. 

A cidade em 2014 contava com cerca de 317 mil habitantes, segundo o censo realizado no mesmo ano.